# SummerSlam 1999
Summerslam 1999 fu l'annuale edizione di SummerSlam svoltosi nell'anno 1999.
Tra i principali incontri ci fu il Triple Threat Match, valido per il WWE Championship e diretto dal Governatore del Minnesota nonché ex-lottatore Jesse "The Body" Ventura, tra Mankind, Triple H e Steve Austin. Inoltre si tenne il primo Lion's Den Weapons Match della storia WWE tra Steve Blackman e Ken Shamrock. Ci fu un 6-Tag Team Gauntlet Match per determinare gli sfidanti per il WWF Tag Team Championship tra Edge e Christian, gli Hardy Boyz, Prince Albert e Droz, Million e Viscera, Gli Acolytes e i Brothers Holly. Undertaker e Big Show misero il palio il WWF Tag Team Championship in un match contro X-Pac e Kane, si disputò un Hardcore Match valido per la cintura omonima tra Al Snow e The BigBossman. Altri match disputati furono quello tra Jeff Jarrett e D'Lo Brown per il WWE European Championship e il WWE Intercontinental Championship, il Kiss My Ass Match tra The Rock e Billy Gunn e il Greenweech Street Fight tra Shane McMahon e Test.

## Risultati
| # | Risultati | Stipulazioni                                                                                 | Durata |
| - | --- | -------------------------------------------------------------------------------------------- | ------ |
| 1 | Jeff Jarrett (con Debra) ha sconfitto D'Lo Brown (c)                                                             | Single match per il WWF Intercontinental Championship e il WWF European Championship         | 07:28  |
| 2 | The Acolytes (Faarooq e Bradshaw) vincono eliminando per ultimi The Holly Cousins (Hardcore Holly e Crash Holly) | Tag team turmoil match per determinare i contendenti numeri uno ai WWF Tag Team Championship | 17:27  |
| 3 | Al Snow ha sconfitto Big Boss Man (c)                                                                            | Single match per il WWF Hardcore Championship                                                | 07:25  |
| 4 | Ivory (c) ha sconfitto Tori                                                                                      | Single match per il WWF Women's Championship                                                 | 04:11  |
| 5 | Ken Shamrock ha sconfitto Steve Blackman                                                                         | Lion's Den Weapons match                                                                     | 09:05  |
| 6 | Test ha sconfitto Shane McMahon                                                                                  | Greenwich Street Fight "Love Her or Leave Her" match                                         | 12:14  |
| 7 | The Unholy Alliance (The Undertaker e Big Show) (con Paul Bearer) hanno sconfitto X-Pac e Kane (c)               | Tag team match per i WWF Tag Team Championship                                               | 12:00  |
| 8 | The Rock ha sconfitto Mr. Ass                                                                                    | Kiss My Ass match                                                                            | 10:11  |
| 9 | Mankind ha sconfitto Steve Austin (c) e Triple H (con Chyna)                                                     | Triple threat match per il WWF Championship con Jesse Ventura come arbitro speciale          | 16:24  |